# Un segreto fra noi
Un segreto fra noi è un singolo del cantautore toscano Pupo pubblicato nel 1989.
La canzone è inclusa nell'album Quello che sono pubblicato nello stesso anno.

## Tracce
1. Un segreto fra noi - 3:57